# Ізабель Айс
Клер Марш (англ. Claire Marsh); нар. 15 квітня 1982 р.), відома як Ізабель Айс (англ. Isabel Ice) — колишня британська порноакторка.

## Біографія
Клер Марш народилася в місті Кардіфф, Уельс (Велика Британія) 15 квітня 1982 року. Жила в Гламорганширі і відвідувала католицьку школу, поки їй не виповнилося 16 років. Потім повернулася в Кардіфф, де навчалася в університеті. Перервала навчання, переїхавши до Таїланду, де працювала викладачкою англійської мови протягом року. Після цього повернулася до Великої Британії. Оселилася в Лондоні і вчилася в університеті, де здобула ступінь бакалавра в галузі кримінології та вивчення англійської мови. Після недовгого перебування в Іспанії і роботи в клубі в Сохо, в 2003 році отримала пропозицію працювати в порноіндустрії США.
Деякі порнофільми: Private Specials 2 - British MILFS, Hairy Pussy Shampooed With Cum, Best of British, Load Warriors, Poker Room, She's Got a Cum Fixation 2, Team Squirt 7.
Виграла премію AVN в 2007 році за найкращу сексуальну сцену в зарубіжному фільмі (Out Numbered 4). У 2008 році була представлена в тій же номінації за роль в Rocco Animal Trainer 23. Крім того, в ті ж роки була нагороджена премією UKAFTA британської індустрії, яка назвала її найкращою британською порноакторкою в 2007 році і найкращою порноакторкою другого плану в 2008 році.
У 2009 році покинула порноіндустрію. 
За даними на 2020 рік знялася в 309 порнофільмах.

## Нагороди та номінації
| Рік  | Церемонія  | Результат | Номінація                                      | Робота                  |
| ---- | ---------- | --------- | ---------------------------------------------- | ----------------------- |
| 2007 | AVN Awards | Перемога  | Найкраща сексуальна сцена в зарубіжному фільмі | Out Numbered 4          |
| 2007 | UKAFTA     | Перемога  | Премія BGAFD найкращій британській акторці     | Н/Д                     |
| 2008 | AVN Awards | Номінація | Найкраща сексуальна сцена в зарубіжному фільмі | Rocco Animal Trainer 23 |
| 2008 | UKAFTA     | Перемога  | Найкраща акторка другого плану                 | Н/Д                     |